# Auditorio (estación del Metro de Ciudad de México)
Auditorio es una de las estaciones que forman parte del Metro de la Ciudad de México, perteneciente a la Línea 7. Se ubica al poniente de la Ciudad de México, en la alcaldía Miguel Hidalgo.

## Información general
Debe su nombre a estar ubicada al lado del Auditorio Nacional. El símbolo de la estación es la fachada lateral del antiguo edificio del Auditorio Nacional antes de su remodelación de 1993. En diciembre de 1984 esta estación funcionó como terminal provisional de la línea 7 de su primer tramo inaugurado, hasta que en agosto de 1985 fue llevada a Tacubaya. En su interior albergó la exposición permanente Metros del mundo, contando en sus muros con cédulas explicativas de sistemas de metro del mundo, maquetas y dioramas (está exposición fue reemplazada por una que hace tributo al Reino Unido).

### Patrimonio

#### Murales
Los murales Un viaje por el rock and roll de Jorge Flores Manjarrez.

### Afluencia
La afluencia en 2014 fue de:
- Total: 10,284,025
- Promedio diario: 28,175
- Máxima: 51,234
- Mínima: 5,166

La siguiente tabla muestra la afluencia de la estación en los últimos 10 años:
| Afluencia Anual de Pasajeros | Afluencia Anual de Pasajeros | Afluencia Anual de Pasajeros | Afluencia Anual de Pasajeros | Afluencia Anual de Pasajeros | Afluencia Anual de Pasajeros |
| ---------------------------- | ---------------------------- | ---------------------------- | ---------------------------- | ---------------------------- | ---------------------------- |
| Año                          | Afluencia                    | A Diario                     | Ranking                      | Incremento                   | Ref.                         |
| 2023                         | 10,015,327                   | 27,439                       | 25°/195                      | +22.15%                      | [ 4 ]                        |
| 2022                         | 8,199,311                    | 22,463                       | 32°/195                      | +49.77%                      | [ 5 ]                        |
| 2021                         | 5,474,627                    | 14,998                       | 41°/195                      | +0.90%                       | [ 6 ]                        |
| 2020                         | 5,425,779                    | 14,824                       | 51°/195                      | -56.61%                      | [ 7 ]                        |
| 2019                         | 12,503,639                   | 34,256                       | 29°/195                      | +6.92%                       | [ 8 ]                        |
| 2018                         | 11,693,911                   | 32,038                       | 37°/195                      | -3.32%                       | [ 9 ]                        |
| 2017                         | 12,096,093                   | 33,139                       | 31°/195                      | -1.00%                       | [ 10 ]                       |
| 2016                         | 12,218,504                   | 33,383                       | 33°/195                      | +6.06%                       | [ 11 ]                       |
| 2015                         | 11,520,226                   | 31,562                       | 41°/195                      | +4.13%                       | [ 12 ]                       |
| 2014                         | 11,063,269                   | 30,310                       | 42°/195                      | +1.50%                       | [ 13 ]                       |

## Conectividad

### Salidas
- Surponiente: Calzada Chivatito casi esquina con Avenida Paseo de la Reforma (a un lado del Auditorio Nacional), Colonia Bosque de Chapultepec 1° Sección.
- Norponiente: Calzada Chivatito casi esquina Avenida Paseo de la Reforma (Parque Winston Churchill), Colonia Bosque de  Chapultepec 1° Sección.

## Conexiones
Por estar ubicada frente al Auditorio Nacional existen conexiones con las estaciones y paradas de diversos sistemas de transporte:

### Red de Transporte de Pasajeros
- Ruta 76 (Metro Auditorio - C.C. Santa Fe Por Palmas)
- Ruta 76-A (Metro Auditorio - C.C. Santa Fe Por Paseo de la Reforma)
- Ruta 300-A (Metro Auditorio - Paseo Acoxpa)

### Metrobús
- Línea 7 (Indios Verdes/Hospital Infantil La Villa - Campo Marte)

### Corredores Concesionados De la Ciudad de México
Son rutas organizadas en modelo de empresa concesionada, algunas de estas cuentan con servicio al Estado de México. Su tarifa vigente es de $7.00 pesos en trayecto dentro de la CDMX, para casos metropolitanos hacia el mencionado estado algunas compañías poseen pirámides tarifarías autorizadas por la entidad vigente)
- Corredor TU SantaFe (Metro Auditorio - km.13/C.C. Santa Fe)
- Autobuses Troncales Lomas (ATROLSA) (Metro Chapultepec - Palmas KM.13/Bosques de Duraznos/Tecamachalco/Puente Roto)
- Autotransportes Monte de Las Cruces (Ruta 114) (Metro Chapultepec - Cuajimalpa/Contadero)
- Servicios Integrales Metropolitanos Satélite (SIMESA) (Metro Chapultepec - Av. Primero de Mayo/Echegaray/Satélite/Valle Dorado)

### Rutas de Microbuses y Autobuses del Estado de México
- Ruta 27 Miguel Hidalgo (Metro Chapultepec - Cuautitlán Izcalli/123 por la Ford)
- Ruta 27 ACPTA(Metro Chapultepec - Valle Dorado/Arboledas Campanario)
- Ruta 25-01 (Metro Chapultepec - Atizapan/Diversos derroteros que se dirigen también a Tultitlán por Tequex)

## Sitios de interés
- Auditorio Nacional
- Campo Marte
- Sala de Arte Público Siqueiros
- Bosque de Chapultepec
- Museo Nacional de Antropología
- Museo Tamayo de Arte Contemporáneo